# Mellach
Mellach är en ort i Österrike. Den ligger i kommunen Fernitz-Mellach i förbundslandet Steiermark, 170 kilometer sydväst om huvudstaden Wien. Orten var till och med 2014 huvudort i kommunen Mellach som även omfattade orterna Dillach och Enzelsdorf.